# Ministero della cultura (Thailandia)
Il Ministero della cultura (abbreviato in MOC; in lingua thailandese กระทรวงวัฒนธรรม, Krasuang Watthanatham) è un ente governativo thailandese responsabile della supervisione dei settori culturale, religioso e artistico in Thailandia. Il suo budget, aggiornato al 2019, è di 8209,4 milioni di baht.

## Storia
La Divisione Culturale venne fondata nel 1938 sotto il Dipartimento di Belle Arti. Nel 1952 divenne Ministero della Cultura con il Dipartimento di Belle Arti come agenzia subordinata. Nel 1958 fu ribattezzata Divisione della Cultura e posta sotto l'egida del Ministero dell'Educazione (MOE). Nel 2002 venne ristabilita come Ministero della Cultura.

## Organizzazione dipartimentale
- Ufficio del Ministro
- Ufficio del Segretario Permanente
- Ufficio Provinciale della Cultura
- Dipartimento per gli affari religiosi
- Dipartimento di Belle Arti
  - Biblioteca nazionale della Thailandia
  - Archivi nazionali della Thailandia
  - Ufficio per le arti dello spettacolo
- Assessorato alla Promozione Culturale
  - Film Censorship Board (FCB)
- Ufficio Arte e Cultura Contemporanea
- Istituto Bunditpatanasilpa

### Organizzazioni associate
- Princess Maha Chakri Sirindhorn Anthropology Centre
- Thai Film Archive
- Moral Promotion Center
- Office of Media Fund